# 円行寺口駅
円行寺口駅（えんぎょうじぐちえき）は、高知県高知市新屋敷二丁目にある、四国旅客鉄道（JR四国）土讃線の駅である。駅番号はK02。

## 概要
隣の入明駅との駅間距離は約800 mしかなく、気動車列車用旅客駅として開業したこともあって、1980年9月までは当駅と入明駅に連続して停車する列車は下り1本しかなかった。現在はすべての普通列車が停車する。

## 歴史
- 1964年（昭和39年）10月1日：日本国有鉄道の駅として開業[2][3]。無人駅[4]。
- 1987年（昭和62年）4月1日：国鉄分割民営化によりJR四国の駅となる[2]。
- 2008年（平成20年）2月26日：土讃線連続立体交差が完成し、高架駅となる。

## 駅構造
単線1面1線ホームを持つ無人駅。ホームと地上との間にはエレベーターが設置されている。トイレは高架になってからしばらくして地上の東階段付近に設置された。

### ベンチ問題
2008年2月26日に土讃線の高架化工事が完成し、当駅は高架駅となった。ホームでは北側が完全に開けているため、周辺住民からは覗かれるという苦情があり、地上時代は10人分だったホームのベンチを3人分に減らされていた。そのため屋根のある券売機周辺で待つ人が増え、階段付近の手すりが破損するなどのトラブルが後を絶たない事態になっていた。

2021年現在、ホームのベンチが増設され、券売機周辺にもベンチが設置されている。

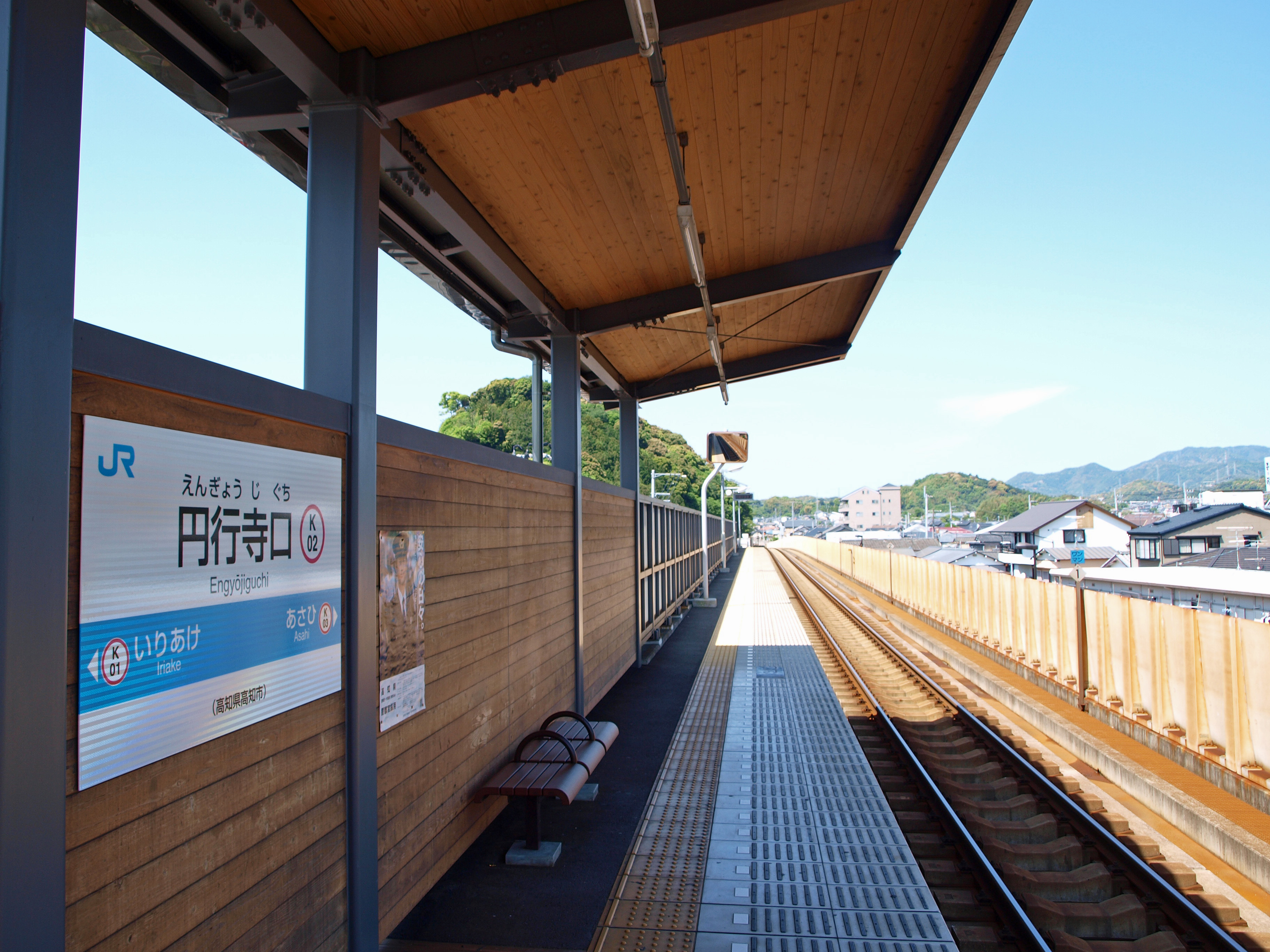
ホーム（2010年5月）

## 駅周辺
周辺は住宅地に囲まれている。
- 四国銀行万々支店・宝町支店
- 幡多信用金庫万々支店
- 高知信用金庫万々みかづき支店
- サニーマート中万々店
- 万々商店街

## バス路線
「円行寺分岐」停留所にて、とさでん交通の路線が発着する。
- B1：中万々経由鳥越行き
- B2：みづき坂中央行き
- D7：福井経由鳥越行き
- G1：高知駅行き
- G2：一宮バスターミナル行き
- G5：南国オフィスパーク行き ※土休日運休
- T1：南はりまや橋経由桟橋車庫行き
- T2：横浜経由ハビリセンター行き
- P2：宝町・はりまや橋・十津経由種崎行き

## 隣の駅
四国旅客鉄道（JR四国）
■土讃線
■普通
入明駅 (K01) - 円行寺口駅 (K02) - 旭駅 (K03)